# Dave Bitelli
Dave Bitelli (* um 1960) ist ein britischer Jazzmusiker (Bariton-, Alt- und Tenorsaxophon, Klarinetten).
Bitelli studierte am Leeds College of Music. Seit Anfang der 1980er Jahre trat er zunächst als Sideman von Joe Jackson, Dana Gillespie und als Solist bei Working Week hervor, später gehörte er zu den Loose Tubes und zur Band von Mike Westbrook. Er leitete eigene Bands wie Onward Internationals und spielte mit Airto Moreira, Dom Um Romao, Dudu Pukwana, Najma Akhtar, Shlomo Carlebach, Jimmy Witherspoon, Terry Callier, Robert Cray, Kenny Wheeler, Gunther Schuller, Terry Riley und dem Yiddish Twist Orchestra. Er ist auch auf Alben von den 3Mustaphas3, Tarika, Elaine Paige, Joan Armatrading, The Alarm, Elton John, R.E.M.  und Richard Thompson zu hören. Für Elton John war er auch als Arrangeur tätig. Auch trat er in dem Film Beautiful People (1999) von Jasmin Dizdar auf.
Weiterhin lehrte Bitelli an der University of Southampton, der Middlesex University, dem Trinity College of Music und der University of Westminster.